# 福安府
福安府，南宋时设置的府，1276年为南宋的行在（临时首都）。
南宋景炎元年（1276年），宋端宗在福州即位，升福州为福安府，作为南宋的行在，治所在闽县（今福建省福州市）。辖境相当今福建省尤溪口以东的闽江流域和屏南、福安等市县以东地区。同年底，宋端宗撤离福安府，福安府被元军攻占，福安府复为福州。 